# Fat Man

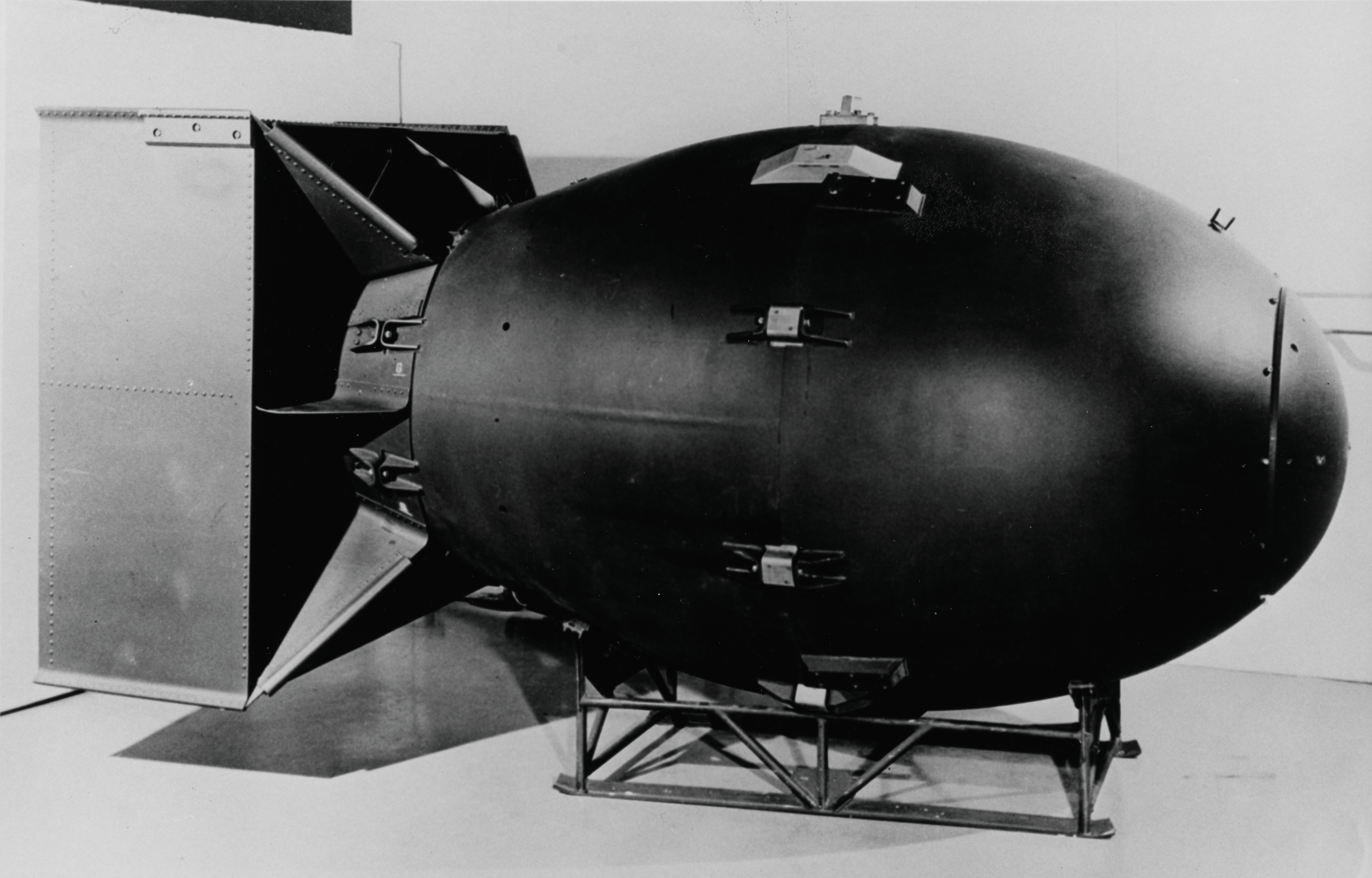
Atomová puma Fat Man

Anglický název Fat Man (v českém překladu tlouštík nebo tlustý muž) nesla plutoniová jaderná puma, která byla 9. srpna 1945 v 11.02 hod. svržena z amerického bombardéru B-29, pojmenovaného Bockscar, na japonské přístavní město Nagasaki. Puma explodovala ve výšce 550 m nad městem a při výbuchu uvolnila energii odpovídající výbuchu 20 kilotun TNT, (20 000t TNT) tedy 88 TJ. Výbuch způsobil devastaci větší části města a okamžitou smrt asi 40 000 obyvatel.[zdroj?] Dalších 25 000 lidí bylo zraněno a tisíce dalších později zemřelo na následky radioaktivního ozáření. Celkem zahynulo asi 74 000 obyvatel města. Atomové bomby Little Boy i Fat Man byly zkonstruovány v tajném komplexu v Los Alamos v poušti Nového Mexika pod vedením jaderného fyzika Roberta Oppenheimera.

## Technická data
- Délka pumy: 3,66 m
- Průměr: 1,52 m
- Hmotnost: 4 670 kg
- Výbuch o ekvivalentu: 20 kt TNT